# Stylasterias
Stylasterias is een geslacht van zeesterren uit de familie Asteriidae.

## Soort
- Stylasterias forreri (de Loriol, 1887)